# رودريغو أجويري
رودريغو أجويري (بالإسبانية: Rodrigo Aguirre)‏ (1 أكتوبر 1994 بمونتفيدو في الأوروغواي - ) هو لاعب كرة قدم أوروغواني في مركز الهجوم. شارك مع منتخب الأوروغواي تحت 17 سنة لكرة القدم ومنتخب الأوروغواي تحت 20 سنة لكرة القدم. أما مع النوادي، فقد لعب مع نادي أودينيزي ونادي إمبولي ونادي بيروجيا ونادي ليفربول (مونتفيدو).

## روابط خارجية
- رودريغو أجويري على موقع قاعدة بيانات كرة القدم.إي يو (الإنجليزية)
- رودريغو أجويري على موقع ناشيونال فوتبول تيمز (الإنجليزية)
- رودريغو أجويري على موقع Soccerway.com (الإنجليزية)
- رودريغو أجويري على موقع عالم كرة القدم.نت (الإنجليزية)
- رودريغو أجويري على موقع AS.com (الإسبانية)